# Бамматулинское владение
Бамматулинское владение или Уллу Баммат(кум. Бамматулу бийлик — княжество рода Баммата) — кумыкское феодальное образование. Обособилось от Тарковского шамхальства в XVII веке. Ликвидировано в 1820 году.

## Территория
В Бамматулинское владение входили следующие аулы, которые состояли в единое владение Бамматулинское: Кафыр-Кумух, Нижнее Казанище, Буглен, Муслимаул, Верхнее Казанище

## История

### Основание
Бамматулинское владение отделилось от Тарковского шамхальства в XVII в. Его правители проводили самостоятельную политику, но в первое время не играли значительной роли.  В его состав вошли селения: Большое Казанище — первая резиденция  бамматулинских князей, в котором проживал Тарковский шамхал Сурхай II, Кафыр-Кумух – вторая резиденция князей в первой половине XVII века, в котором проживал кумыкский шамхал Андий. Во владении так же входили: Малое Казанище, Буглен, Муслим-аул, Темир-Хан-Шура и Халимбекаул.
Основателем владения был по имени Баммат сын кумыкского шамхала Андий шамхала, которому были назначены (шамхалом Тарковским) 7 селений: Кафыр-Кумух, Нижнее Казанище, Верхнее Казанище, Буглен, Муслимаул, Темир-Хан-Шура и Халимбекаул. Позже, по мнению Н. И. Воронова, селения Буглен и Нижнее Казанище были отданы в управлении младшему брату шамхала, а так же пользованию их доходами.
Название данного владения произошло от имени сына шамхала Андия Баммата, сумевшего себе подчинить окрестные села. В 1637 году Баммат отправил в Терки аманатом своего сына Албирю.
Сын Бий-Баммата Будай II стал тарковским шамхалом после смерти Сурхай III.

### Участие  в военных конфликтах
В начале XVIII века Умалат Казанищский с переменным успехом ведет борьбу за шамхальский трон с Адиль-Гереем. Умалат поддерживался Ираном, а Адиль-Герей —  Российской империей. Он сумел несколько раз выдворить Адиль-Герея из Тарки, но не сумел закрепиться надолго. После смерти Умалата Казанищенского владение временно попадает под власть шамхала Тарковского.
В 1725 году жители княжества оказали сопротивление русским войскам. Казанище осадил двухтысячный отряд казаков, который был разгромлен подоспевшей поддержкой из окрестных кумыкских аулов, но село было полностью сожжено.
В 1732 году в Чечню прибывает 4-тысячное войско, состоящее из аварцев и казанищенских кумыков, которые действовали под предводительством Мухаммада-Хаджи. Основной их целью, судя по имеющимся данным, было распространение Ислама среди племени орстхоевцев (балсур), живших между ингушами и чеченцами. В Чечен-ауле отряд столкнулся с русскими войсками, которые разорили окрестные селения князей Турловых. В ходе столкновения объединенное войско под командованием Мухаммада-Хаджи разбило неприятеля.
В 1760-х в борьбу за шамхальский трон после смерти шамхала Хасбулата включился казанищенский князь Тишсиз Баммат. Ему удалось изгнать из Тарки своего соперника Муртузали, но удержаться на троне ему не удалось. В 1774 году в союзе с эндиреевскими князьями и кайтагским уцмием Тишсиз Баммат пошел походом на союзника шамхала Муртузали Фатали-хана Кубинского, но сам погиб в сражении.
Правитель Бамматулинского владения Казбулат Тишсиз-Бамматов участвовал в движении Шейха Мансура.
В 1818 году Герей-бек Казанищский вместе с другими феодальными правителями Дагестана участвовал в восстании против Российской империи. После подавления восстания Герей-бек бежал в Табасаран, а после покорения Табасарана Россией перебрался в Чечню.

## См.также
- Тарковское шамхальство